# Движение «Двери српске»
«Двери српске» — политическое движение в Сербии, основной идеологией которого являются социальный консерватизм, антиглобализм и сербский национализм. Действует на территории Сербии, Республики Сербской и Черногории. Собственно политическую деятельность Движение начало с 2011 года под названием «Движение за жизнь Сербии».
На выборах 2016 года в скупщину Сербии участвовала в коалиции с Демократической партией Сербии.

## Название и термины
Движение имеет статус объединения граждан, в то время как собственно «Двери српске» — журнал, издаваемый объединением. Так как члены Движения выразили желание участвовать в выборах в Сербии 6 мая 2012 года в качестве независимых кандидатов, в рамках Движения была создана политическая организация «Движение за жизнь Сербии», также со статусом объединения граждан. Позднее была создана новая медиа-система под названием «Двери — Движение за жизнь Сербии».

## Программа Движения
Программа Движения «Двери српске» называется «Новый народный договор» и включает в себя следующие пункты:
1. Приоритет семьи.
2. Солидарность — социальный патриотизм.
3. Развитие сельского хозяйства.
4. Действительное развитие Сербии.
5. Сильная Сербия со свободными гражданами.
6. Противодействие партийно-паразитической системе и колониальному управлению.
7. Внешняя политика исключительно в сербских интересах.
8. Безальтернативная сербская интеграция.
9. Культурно-просветительская и спортивная политика идентичности.
10. Новое воодушевление страны.

## Политические акции
- Захват Телевидения Сербии 16 марта 2019 года.